# Peter Todd
Peter Todd, nacido en 1962 en Burnaby, es un académico canadiense. Es director de HEC Paris de 2015 a 2020.

## Biografía
Peter Todd estudia en la Universidad McGill (Licenciatura, promoción de 1983) y en la Universidad de Columbia Británica (Ph.D.).
Peter Todd enseñó por primera vez en la escuela de negocios de la Queen's University (Ontario) y en el Bauer College of Business de la Universidad de Houston (Texas). En 2001, se incorporó a la Escuela de Comercio McIntire de la Universidad de Virginia como decano asociado, responsable de los programas de posgrado, y luego como decano asociado senior de la escuela de negocios. En 2005, fue nombrado decano de la Facultad de Administración de Desautels en la Universidad McGill; se fue en abril de 2014. En 2012, recibió el Premio David Johnson de la Asociación de Antiguos Alumnos de la Universidad McGill por “su trabajo ejemplar en la recaudación de fondos”.
El 1 de septiembre de 2015 se convirtió oficialmente en director de HEC Paris. Quiere hacer de esta escuela una de las diez mejores escuelas de negocios del mundo.
El 5 de octubre de 2020 anunció su salida de HEC Paris por motivos médicos.